# 近居
近居（きんきょ）とは、別居の一種であり、別居している住居の距離が近い場合の表現である。親世帯と子世帯が別居しているが、その距離が近い場合に特に親子近居世帯と呼ばれる。
新潟市では住宅改修を行う際に、同一小学校区内で親世帯・子育て世帯が住居を有している、または隣接小学校区で1キロメートル以内に親世帯・子育て世帯が住居を有する場合、親子近居世帯と定義し、補助率と補助金上限額を大きくしている。
東京都千代田区では、千代田区内に親世帯があり、子世帯が世田谷区内に引っ越してきた場合に親元近居助成として、住宅関係費用の一部を助成している。